# Активная молниезащита
Активная молниезащита (англ. early streamer emission, ESE или русскоязычный вариант - МОЭС, молниеприемник с опережающей эмиссией стримера) — технология в области систем внешней молниезащиты, появившаяся в середине 1980-х годов. Изготовители систем активной молниезащиты и многочисленные научные исследования делают утверждения о большей эффективности такой технологии по сравнению с традиционным молниеотводом.

## Технология
Активные молниеотводы (МОЭС) представляют собой молниеприёмники, которые, по утверждению изготовителей, которое подтверждается лабораторными исследованиями, порождают ответные стримеры раньше и с большей длиной, чем традиционные системы, что увеличивает эффективность и позволяет обойтись меньшим числом более низко расположенных молниеприёмников. Для порождения стримеров системы МОЭС ионизируют воздух с помощью:
- специализированных электронных схем;
- разрядников, рассчитанных на срабатывание по достижении определённой напряжённости электрического поля.

Внешне молниеприемник МОЭС отличается от традиционного  стержневого наличием корпуса, напоминающего в разных вариантах цилиндр, перевёрнутую салатницу или летающую тарелку.

## Критика эффективности
Системы активной защиты дороже и сложнее обычных, но их применение оправдывается более высокой эффективностью, которая позволяет уменьшить число молниеприёмников (производители утверждают, что только один активный молниеприёмник может заменить несколько десятков пассивных молниеприемников). Как считает большинство российских специалистов, активные устройства не лучше (или ненамного лучше), чем традиционные системы, и потому, с их точки зрения, здания с активной защитой (и меньшим числом молниеотводов) оказываются на практике недостаточно защищёнными.
Российский эксперт в области заземления и молниезащиты д.т. н., профессор Э. М. Базелян (Энергетический институт имени Г. М. Кржижановского, г. Москва) утверждает, что активные молниеотводы бесполезны, то есть не имеют никаких преимуществ по сравнению с традиционными средствами сравнимых размеров. Кроме того, использование активных молниеотводов общероссийскими нормативными документами не предписывается.
Многочисленные исследования показывают, что активная молниезащита не имеет выигрыша в эффективности по сравнению с обычными системами. В публикации «ESE: The device for a modern answer to lightning protection?» описаны десятки повреждений зданий от прямых попаданий молний рядом с устройством активной молниезащиты. Тем не менее, в последние годы появилось множество статей, подтверждающих фактическую работоспособность таких систем в полевых условиях.
Международная организация International Conference on Lightning Protection (ICLP) выпустила специальное информационное сообщение, предостерегающее от использования нетрадиционных систем молниезащиты. В частности, в нём критикуется французский стандарт NF C 17-102, на который часто ссылаются производители активной молниезащиты.
М. Уман указывает на то, что при использовании экспериментальных данных о скорости стримеров и принятии на веру утверждений производителей о раннем появлении стримера (независимые экспериментальные подтверждения такого эффекта отсутствуют), эффективная длина стримера при активной защите составляет 60 метров против 50 метров у обычного молниеотвода, что не может приводить к существенному улучшению области защиты.
В 1992 году Национальная ассоциация противопожарной защиты отвергла проект стандарта активной молниезащиты NFPA781 и успешно отстояла свою позицию в судебном процессе, возбуждённом поставщиками таких систем. В США поставщикам систем активной молниезащиты теперь запрещено заявлять о большем покрытии таких систем по сравнению с традиционными. 

## Стандарты
На данный момент применение систем активной молниезащиты регламентируется следующими нормативными документами:
1. ГОСТ 34696-2020 (ЕАС) Системы молниезащиты с опережающей эмиссией стримера
2. NF C 17-102 (Франция)
3. IMRA 2426 (Аргентина)
4. MKS N.B4 810 (Македония)
5. NP 4426 (Португалия)
6. I-20 (Румыния)
7. JUS N.B4.810 (Сербия)
8. STN 34 1398 - отменён 01.03.2017(Словакия)
9. UNE 21186 (Испания)
10. STR 2.01.06:2009 (Литва) (стандарт полностью переработан, теперь активная молниезащита позиционируется как крайняя мера, если невозможно сделать молниезащиту обычными средствами)
11. ТГН 34.210-301-2008 (Территориальные градостроительные нормы Свердловской области)
12. СТО 083-004-2010 (Стандарт НП СРО "Союз Стройиндустрии Свердловской области")